# Corymbium elsiae
Corymbium elsiae là một loài thực vật có hoa trong họ Cúc. Loài này được Weitz mô tả khoa học đầu tiên năm 1990.